# METRN
METRN (англ. Meteorin, glial cell differentiation regulator) – білок, який кодується однойменним геном, розташованим у людей на короткому плечі 16-ї хромосоми. Довжина поліпептидного ланцюга білка становить 293 амінокислот, а молекулярна маса — 31 207.
| 10         |  | 20         |  | 30         |  | 40         |  | 50         |
| ---------- |  | ---------- |  | ---------- |  | ---------- |  | ---------- |
| MGFPAAALLC |  | ALCCGLLAPA |  | ARAGYSEERC |  | SWRGSGLTQE |  | PGSVGQLALA |
| CAEGAVEWLY |  | PAGALRLTLG |  | GPDPRARPGI |  | ACLRPVRPFA |  | GAQVFAERAG |
| GALELLLAEG |  | PGPAGGRCVR |  | WGPRERRALF |  | LQATPHQDIS |  | RRVAAFRFEL |
| REDGRPELPP |  | QAHGLGVDGA |  | CRPCSDAELL |  | LAACTSDFVI |  | HGIIHGVTHD |
| VELQESVITV |  | VAARVLRQTP |  | PLFQAGRSGD |  | QGLTSIRTPL |  | RCGVHPGPGT |
| FLFMGWSRFG |  | EARLGCAPRF |  | QEFRRAYEAA |  | RAAHLHPCEV |  | ALH        |

A: Аланін

C: Цистеїн

D: Аспарагінова кислота

E: Глутамінова кислота

F: Фенілаланін

G: Гліцин

H: Гістидин

I: Ізолейцин

L: Лейцин

M: Метіонін

P: Пролін

Q: Глутамін

R: Аргінін

S: Серин

T: Треонін

V: Валін

W: Триптофан

Кодований геном білок за функцією належить до білків розвитку. 
Задіяний у таких біологічних процесах, як диференціація клітин, нейрогенез. 
Секретований назовні.